# Indywidualne Mistrzostwa Wielkiej Brytanii na Żużlu 1991
Indywidualne mistrzostwa Wielkiej Brytanii na żużlu – cykl turniejów żużlowych mających wyłonić najlepszych żużlowców brytyjskich. Tytuł wywalczył Gary Havelock z Bradford Dukes. 

## Finał
- 19 maja 1991 r. (niedziela),  Coventry

| Msc. | Zawodnik         | Klub                   | Pkt |  |  |
| ---- | ---------------- | ---------------------- | --- |  |  |
| 1    | Gary Havelock    | Bradford Dukes         | 15  |  |  |
| 2    | Kelvin Tatum     | Berwick Bandits        | 13  |  |  |
| 3    | Chris Louis      | Ipswich Witches        | 11  |  |  |
| 4    | Paul Thorp       | Bradford Dukes         | 10  |  |  |
| 5    | Jeremy Doncaster | Ipswich Witches        | 10  |  |  |
| 6    | Neil Collins     |                        | 9   |  |  |
| 7    | Andy Smith       | Swindon Robins         | 8   |  |  |
| 8    | Martin Dugard    |                        | 8   |  |  |
| 9    | Sean Wilson      | Bradford Dukes         | 7   |  |  |
| 10   | Joe Screen       | Belle Vue Aces         | 7   |  |  |
| 11   | Mark Loram       | King’s Lynn Stars      | 5   |  |  |
| 12   | John Davis       |                        | 5   |  |  |
| 13   | Alan Grahame     | Cradley Heath Heathens | 4   |  |  |
| 14   | Richard Knight   |                        | 3   |  |  |
| 15   | David Mullett    |                        | 3   |  |  |
| 16   | Steve Schofield  |                        | 2   |  |  |